# Lee Meng
Lee Meng (chino: 李孟; 1926-2012), también conocida como Lee Min, fue una guerrillera comunista china de Malasia y miembro destacado del Partido Comunista de Malasia (CPM). Participó en la resistencia guerrillera contra la ocupación japonesa de Malasia como miembro del Ejército Antijaponés del Pueblo Malayo (MPAJA) y luego se unió al Ejército de Liberación Nacional Malayo durante la Emergencia Malaya para luchar contra el dominio británico. Fue descrita como una de las miembros más capaces del movimiento comunista local y también fue la líder de la “pandilla Kepayang” en Perak.

## Antecedentes y primeros años
Nacida como Lee Ten Tai (李天泰) en Cantón, China, en 1926, Lee se mudó a Ipoh junto con su familia a la edad de cinco años. Trabajó como maestra de escuela en una escuela china ubicada en Anson Bay (hoy Teluk Intan) en Perak durante la Administración Militar Británica poco después de la rendición japonesa el 12 de septiembre de 1945. Lee se unió al Partido Comunista de Malasia (CPM) a los 16 años cuando fue reclutada por su maestra en 1942. Su padre estaba desempleado y vivía con su tío y tía, mientras que su madre fue posteriormente desterrada de regreso a China continental por las autoridades coloniales británicas en 1950 después de ser arrestada por su participación en actividades comunistas.

## Actividades clandestinas
Antes de unirse al partido, lideró el comité de área subterránea del partido en Ipoh durante la ocupación japonesa de la Malasia británica, donde tenía fama de ser una luchadora astuta y organizadora de tramas, y era conocida como una de las miembros más despiadadas del CPM en Ipoh. También operó puestos de comunicación del Comité Central que coordinaban redes de comunicación comunistas ultrasecretas con vínculos con otros estados como Pahang, Selangor, Penang y hasta Singapur. La mayoría de sus seguidores eran mujeres, tanto jóvenes como mayores, con ocupaciones legales y, a lo largo de estas actividades, ayudó a cualquier esposa embarazada de comunistas de alto rango en Perak refugiándolas en las casas de familiares seleccionados.
Durante la Emergencia Malaya, controló muchas de las principales unidades armadas en el área urbana, incluida la notoria pandilla Kepayang junto con el Escuadrón Móvil Especial (SMS) que se informó que eran responsables de muchos de los asesinatos y ataques con granadas que se llevaron a cabo entre 1948 y 1951. Aunque la Policía Especial no pudo demostrar la participación de Lee en ninguno de los ataques, ella tenía la máxima responsabilidad ya que la mayoría de las unidades estaban bajo su control. Muchos guerrilleros comunistas capturados o rendidos la nombraron como la persona que ordenó una serie de ejecuciones contra colaboradores, que fueron llevadas a cabo por escuadrones especiales comunistas. El líder del partido comunista Chin Peng la describió como una mujer dedicada, activa y valiente, aunque imprudente en su estilo operativo.

## Eventos que llevaron a su captura
Irene Lee, cuyo esposo, el cabo detective Jimmy Loke, fue asesinado por guerrilleros comunistas en Penang en abril de 1951, decidió unirse a la fuerza policial malaya donde fue ascendida a detective-inspectora, y posteriormente fue enviada a la sede de la Rama Especial en Kuala Lumpur . El trabajo de Irene Lee como detective llevó al gobierno colonial británico a adquirir información sobre el funcionamiento del partido comunista chino, lo que finalmente llevó a la captura de Lee Meng por las fuerzas coloniales.

### Persecución y posterior arresto
Después de una redada en un campamento guerrillero comunista en Selangor a principios de febrero de 1952, los documentos del campo abandonado revelaron la identidad de una mujer china que servía como miembro de correo de Singapur a Johor, que se identificó como Ah Shu o Ah Soo, una maestra de escuela china y la esposa de Wong Fook Kwang (Tit Fung),  el líder del Cuerpo de Protección de los Trabajadores controlado por los comunistas en Singapur. El esposo de la mujer fue responsable de los asesinatos del comerciante de piñas y caucho Lim Teck Kin y varios otros colaboradores, incluidos un policía, un supervisor de fábrica y un gerente de Hock Lee Bus Company en Singapur. Una vez que se identificó la identidad de Ah Shu, su departamento envió a Irene a Singapur en febrero de 1952 para rastrear a la mujer y seguir un rastro que finalmente conduciría al arresto de Lee y su eventual destierro a China continental.
Lee fue capturada por la policía británica malaya en Ipoh en julio de 1952, juzgada por tener una granada de mano en su poder y sentenciada a muerte por su responsabilidad en la emisión de órdenes para varios asesinatos. En febrero de 1953, 60 miembros del parlamento malayo firmaron una petición al sultán de Perak para conceder el indulto a Lee, ya que su petición inicial de apelar al Consejo Privado había sido desestimada por el Comité Judicial . En el mismo año, el gobierno de la República Popular Húngara ofreció intercambiar por ella al ciudadano británico Edgar Sanders, que había sido acusado en Budapest por sospecha de espionaje . El primer ministro británico en ese momento, Winston Churchill, inicialmente se negó, pero siguiendo la orden del sultán de Perak, quien accedió a indultar y persuadió a las autoridades británicas, junto con los esfuerzos de Lim Phaik Gan, una abogada malaya nacida en Gran Bretaña. y diplomática, su sentencia fue conmutada y fue liberada a la República Popular China en 1964, después de cumplir su condena de 11 años en la prisión de Taiping .

## Vida posterior y muerte
Después de su destierro a China, Lee se reunió con su madre, a quien cuidó hasta la muerte de ella. En 1965, se casó con Chen Tien, uno de los ayudantes y compañeros de mayor confianza de Peng. Ambos tenían la intención de mudarse al sur de Tailandia, pero el 3 de septiembre de 1990, su esposo murió a causa de un cáncer de pulmón, lo que provocó la indecisión sobre si debía mudarse o quedarse. En agosto de 2007, Lee visitó Malasia para reunirse con uno de sus abogados litigantes, Lim, para agradecerle por asegurar su liberación segura. Lee murió en Guangzhou, China, el 2 de junio de 2012 a la edad de 86 años